# دينيسي زيمارمان
دينيسي زيمارمان (بالألمانية: Denise Zimmermann)‏ هي متزلجة فنية ألمانية، ولدت في 5 أغسطس 1988 في مانهايم في ألمانيا.

## وصلات خارجية
- دينيسي زيمارمان على موقع الاتحاد الدولي للتزلج (الإنجليزية)